# Mr. Yuk

Mr. Yuk

Mr. Yuk est un pictogramme utilisé pour identifier des produits domestiques toxiques, appliqué sous forme d'étiquette adhésive. Créé en 1971 par l'hôpital d'enfants de Pittsburgh, à qui appartiennent toujours les droits d'auteur, il est employé partout aux États-Unis et dans plusieurs autres pays pour signaler le danger du poison aux enfants. Sa grimace et son nom (yuck étant une expression de dégoût en anglais) sont conçus pour rebuter les enfants, et remplacer le symbole plus traditionnel, la tête de mort, qui, à force de paraître sur les pavillons des pirates dans des films et dessins animés, était devenue trop familière aux enfants pour inspirer l'aversion ou la peur.